# Virlac
Virlet o Virlac en occitan és un municipi francès, situat al departament del Puèi Domat i a la regió d'Alvèrnia-Roine-Alps. L'any 2007 tenia 259 habitants.

## Demografia

### Població
El 2007 la població de fet de Virlet era de 259 persones. Hi havia 110 famílies de les quals 49 eren unipersonals (19 homes vivint sols i 30 dones vivint soles), 27 parelles sense fills, 23 parelles amb fills i 11 famílies monoparentals amb fills.
La població ha evolucionat segons el següent gràfic:
Habitants censats

### Habitatges
El 2007 hi havia 188 habitatges, 114 eren l'habitatge principal de la família, 46 eren segones residències i 28 estaven desocupats. 184 eren cases i 3 eren apartaments. Dels 114 habitatges principals, 94 estaven ocupats pels seus propietaris, 14 estaven llogats i ocupats pels llogaters i 6 estaven cedits a títol gratuït; 3 tenien una cambra, 13 en tenien dues, 31 en tenien tres, 29 en tenien quatre i 38 en tenien cinc o més. 44 habitatges disposaven pel capbaix d'una plaça de pàrquing. A 61 habitatges hi havia un automòbil i a 37 n'hi havia dos o més.

### Piràmide de població
La piràmide de població per edats i sexe el 2009 era:
| Homes | Edats   | Dones |
| ----- | ------- | ----- |
| 0     | 95 o +  | 0     |
| 4     | 90 a 94 | 4     |
| 0     | 85 a 89 | 12    |
| 0     | 80 a 84 | 8     |
| 4     | 75 a 79 | 8     |
| 4     | 70 a 74 | 8     |
| 12    | 65 a 69 | 4     |
| 12    | 60 a 64 | 8     |
| 0     | 55 a 59 | 4     |
| 4     | 50 a 54 | 4     |
| 12    | 45 a 49 | 8     |
| 12    | 40 a 44 | 8     |
| 4     | 35 a 39 | 8     |
| 16    | 30 a 34 | 0     |
| 12    | 25 a 29 | 12    |
| 4     | 20 a 24 | 12    |
| 0     | 15 a 19 | 0     |
| 8     | 10 a 14 | 0     |
| 4     | 5 a 9   | 0     |
| 4     | 0 a 4   | 4     |

## Economia
El 2007 la població en edat de treballar era de 183 persones, 113 eren actives i 70 eren inactives. De les 113 persones actives 97 estaven ocupades (60 homes i 37 dones) i 16 estaven aturades (12 homes i 4 dones). De les 70 persones inactives 13 estaven jubilades, 9 estaven estudiant i 48 estaven classificades com a «altres inactius».

### Ingressos
El 2009 a Virlet hi havia 114 unitats fiscals que integraven 242 persones, la mediana anual d'ingressos fiscals per persona era de 15.362 €.

### Activitats econòmiques
Dels 11 establiments que hi havia el 2007, 1 era d'una empresa de fabricació d'altres productes industrials, 7 d'empreses de construcció, 1 d'una empresa de comerç i reparació d'automòbils i 2 d'empreses immobiliàries.
Dels 9 establiments de servei als particulars que hi havia el 2009, 2 eren paletes, 1 guixaire pintor, 2 fusteries, 1 lampisteria, 1 electricista, 1 empresa de construcció i 1 agència immobiliària.
L'únic establiment comercial que hi havia el 2009 era una botiga de roba.
L'any 2000 a Virlet hi havia 27 explotacions agrícoles que ocupaven un total de 852 hectàrees.

## Poblacions més properes
El següent diagrama mostra les poblacions més properes.